# Fakultet
Fakultet — український рок-гурт, що виник 2001 року в Дніпродзержинську (тепер — Кам'янське). 

## Історія
Офіційним днем утворення гурту вважається 1 вересня 2001 року, коли відбувся перший виступ колективу — під час святкування ювілею місцевої FM-станції «Радио Микомп». Невдовзі гурт опинився без вокаліста і якийсь час провів у пошуках нового. Тим часом цю функцію виконував басист Червінський, а Fakultet брав участь у локальних та обласних рок-фестивалях, а також пройшов у фінал всеукраїнського фестивалю «Перлини сезону 2002» в Запоріжжі. За тиждень до фіналу музиканти знайшли нового вокаліста — нею стала Валя Левченко.  
2003 року Fakultet знову потрапив до фіналу «Перлин Сезону», цього разу вже в Києві, де здобув звання бронзового лауреата фестивалю в рок-номінації. Через кілька місяців гурт зіграв на закритті «Перлів» у столичному залі КПІ вже як гості. За якийсь час відео-фрагменти виступу та пісні Fakultet'а ввійшли до мультимедійної збірки «Арт-Дзиґа». Приблизно в той же час композиція гурту потрапила до дніпропетровської рок-компіляції «Анти-фрукт», трохи пізніше в FM-просторі з'явилися перші треки Fakultet'а. 
Відтак музиканти розпочали роботу над записом альбому та зйомками першого відеокліпу. Влітку 2005 року у львівському клубі «Лялька» відбулася презентація дебютного відео на пісню «Знов і знов», яке невдовзі потрапило в ефір телеканалу «Enter Music». А вже навесні 2006 року вийшов і дебютний альбом «Мить», презентація якого відбулася у дніпродзержинському клубі «Торба». Незабаром з'явився другий кліп на пісню «Вже не сон».
Того ж року гурт покинула Валя Левченко, а наприкінці року її місце зайняла Катя Агеєва. Під час виступу на київському фестивалі «ІншаМузика» було знято третє відео гурту (реж. Віктор Придувалов). Незабаром в ефірі з'явилося й четверте відео на пісню «Подих, що вбива», презентоване в Дніпропетровському «Рок-Кафе». В той же час з'явилася інтернет-сторінка гурту.

## Учасники
Теперішні
- Анна Соколюк (спів)
- Максим Червінський (бас-гітара)
- Андрій Зозуля (гітара)
- Олександр Селуянов (барабани)

Колишні
- В. Трушин (спів, 2001)
- Валя Левченко (спів, 2001—2006)
- Катя Агеєва (2006-2009)

## Дискографія
- 2006 — Мить